# Nouvoitou
Nouvoitou är en kommun i departementet Ille-et-Vilaine i regionen Bretagne i nordvästra Frankrike. Kommunen ligger i kantonen Châteaugiron som tillhör arrondissementet Rennes. År 2022 hade Nouvoitou 3 732 invånare.

## Befolkningsutveckling
Antalet invånare i kommunen Nouvoitou
Referens:INSEE